# 沃尔福
沃尔福是奥地利布尔根兰州上瓦特县的一个市镇。总面积15.02平方公里，总人口1354人，人口密度90.1人/平方公里（2001年）。

## 参考

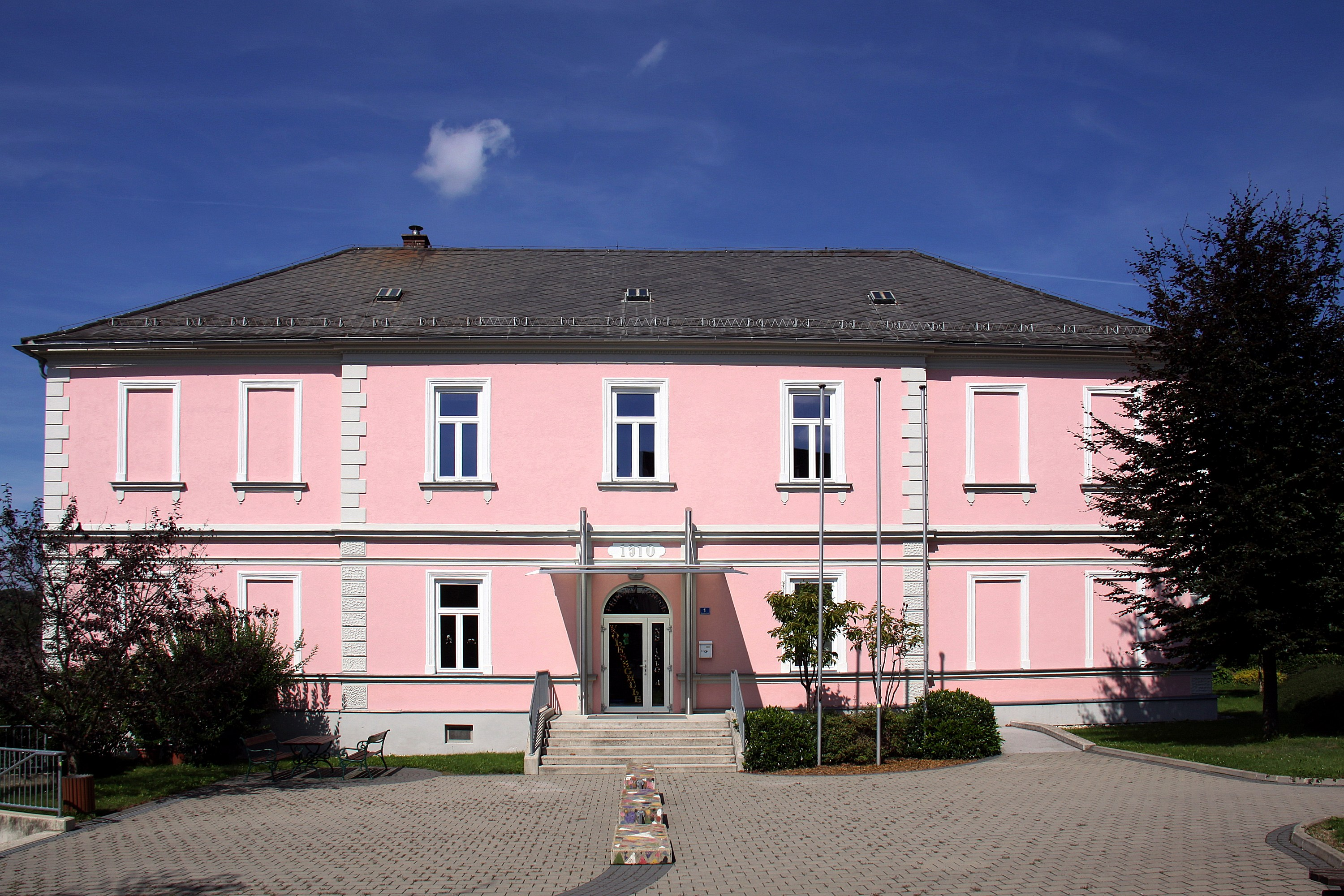
Elementary school in Wolfau, built 1910

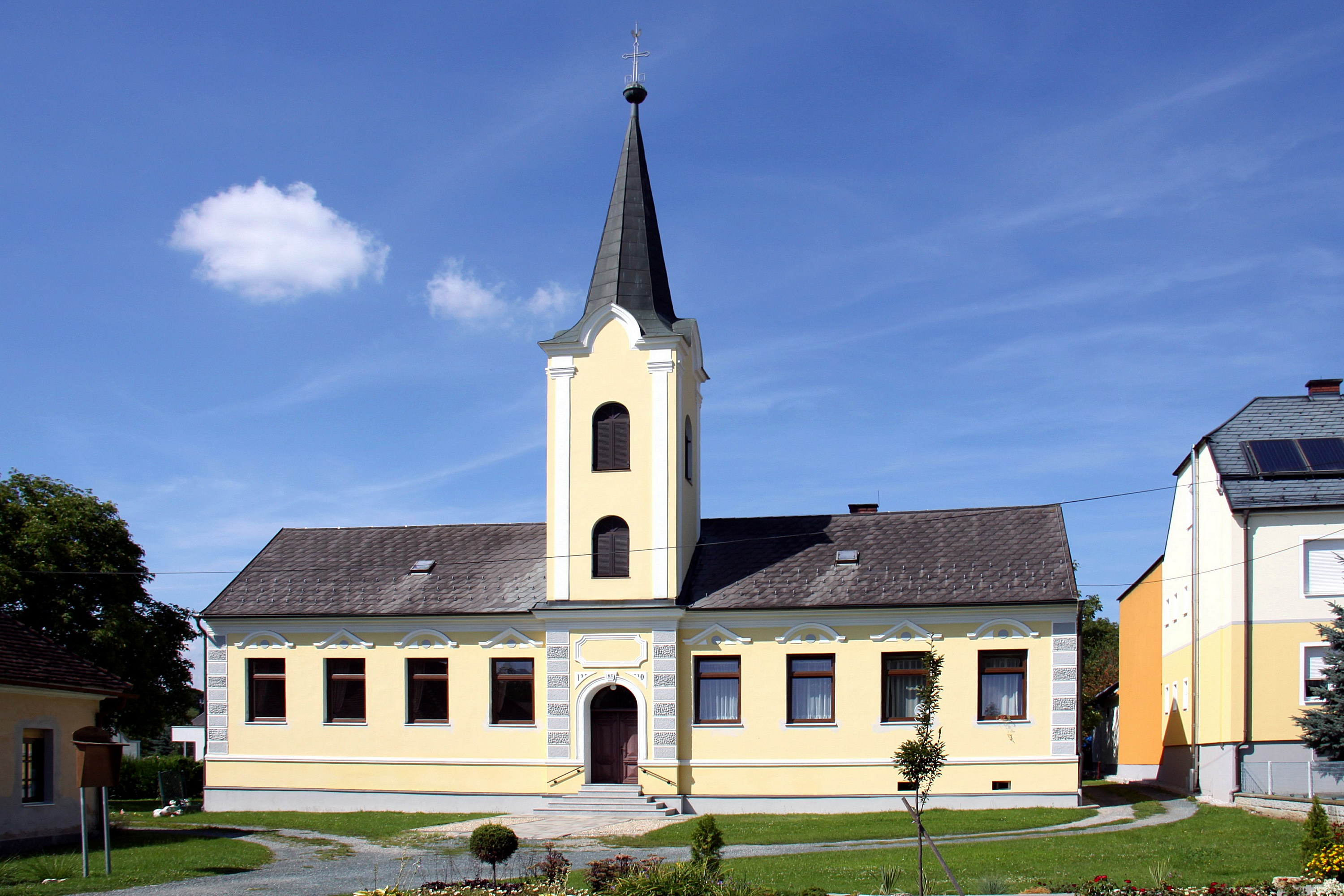
Protestant meeting house in Wolfau